# Tengraha
Tengraha – gaun wikas samiti w środkowej części Nepalu  w strefie Narajani w dystrykcie Rautahat. Według nepalskiego spisu powszechnego z 2001 roku liczył on 732 gospodarstw domowych i 4844 mieszkańców (2299 kobiet i 2545 mężczyzn).